# RaiSat
«РАИ Сат» (RaiSat) - дочерняя телекомпания Итальянского радио и телевидение в 1997-2010 гг, в 2010 году им поглощённая.
Вела телевещание:
- в 1997-2010 гг. по программе «РАИ Сат Экстра» (RaiSat Extra) (ныне «РАИ 5»), до 2003 года - «РАИ Сат Шоу», до 1999 года - «РАИ Сат 1» (Rai Sat 1);
- в 1999-2010 гг. по программе «РАИ Сат Синема» (RaiSat Cinema) (ныне «РАИ Муви»);
- в 1997-2010 гг. по программе «РАИ Сат Йойо» (RaiSat YoYo), до 2006 года называвшейся «РАИ Сат Рагацци» (RaiSat Ragazzi), до 1999 года - «РАИ Сат 2» (Rai Sat 2);
- в 1999-2010 гг. по программе РАИ Сат Премиум (RaiSat Premium), до 2003 года называвшейся РАИ Сат Альбум (RaiSat Album);
- в 1997-2000 гг. по программе РАИ Эдукатиональ Сат (Rai Educational Sat), до 1999 года называвшейся РАИ Сат 1 (Rai Sat 3).